# Беспалова Наталія Євгенівна
Наталія Євгенівна Беспалова, у шлюбі Рачевська (нар. 25 липня 1950) — російська радянська акторка театру і кіно, педагогиня, заслужена артистка Росії.

## Життєпис
Наталія Беспалова народилася 25 липня 1950 року в місті Воскресенську Московської області в родині військовослужбовця у відставці.
Закінчила Московську середню школу № 11. Писала вірші, відвідувала мистецьку студію, ходила в театральний гурток. Неодноразово намагалася вступити до Московського театрального інституту.
У 1970 році закінчила Студію при Центральному дитячому театрі (нині Російський академічний молодіжний театр). З 1975 по 1980 роки Наталія Беспалова перебула у трупі Казанського російського драматичного театру імені В. І. Качалова. У 1980—2007 роках працювала в Новому московському драматичному театрі.
Дебютувала в кіно в 1971 році в мелодрамі «Віриш, не віриш» режисерів Євгенія Васильєва та Анатолія Дудорова, де зіграла головну героїню Тоню.
Викладає на акторському факультеті в Міжнародному слов'янському інституті імені Г. Р. Державіна.

### Родина
Одружена з директором Центру освіти № 548 «Царицино», заслуженим вчителем Росії Юхимом Лазаревичем Рачевським.

## Нагороди
- Заслужена артистка Татарської АРСР.
- Заслужена артистка РФ (1997).

## Роботи в театрі
- «Скажені гроші» Олександр Островський — Лілія Юріївна

## Фільмографія
1. 1971 — Віриш, не віриш — Тоня Теребилова
2. 1971 — У нас на заводі — Ніна Борзунова
3. 1972 — Весняний вечір
4. 1972 — Бій з тінню — Наташа
5. 1972 — Дивак з п'ятого «Б» — Наташа, секретарка комсомольської організації школи № 70
6. 1973 — Алкіни пісні — Алка Уралова
7. 1973 — Жили три холостяка — Настя Ковальова, студентка
8. 1973 — За годину до світанку — Олена
9. 1975 — Агонія — Матрона, дочка Распутіна
10. 1975 — Наречена з півночі — Валя
11. 1983 — Завтра починається сьогодні — епізод